# Кузнецов, Михаил Васильевич (партработник)
Михаил Васильевич Кузнецов (28 июля 1900 — 31 июля 1937) — советский партийный руководитель, первый секретарь Свердловского горкома ВКП(б) (1935—1937).

## Биография
Родился 28 июля 1900 г. в деревне Дурасово Лихвинского уезда Калужской губернии (ныне — Ферзиковский район Калужской области).
В 1907—1912 гг. учащийся высшего начального училища в деревне Дурасово. С октября 1913 г. работал мальчиком у кустаря. С июня 1914 г. в депо г. Тулы Московско-Курской железной дороги обтирщик паровозов, ученик механического токаря, помощник механического токаря.
В мае 1917 — апреле 1920 гг. механический токарь по металлу Тульского оружейного завода. Одновременно окончил восьмимесячные бухгалтерские курсы; в 1918—1920 гг. слушатель вечерних курсов по подготовке трудящихся в высшие учебные заведения; не окончил.
В апреле—сентябре 1920 г. слушатель Тульской губернской совпартшколы. Одновременно в июне—сентябре 1920 г. ответственный секретарь ячейки ВКП(б) Тульской губернской совпартшколы.
С сентября 1920 г. работал по сбору продналога в Белёвском уезде Тульской губернии, ответственным секретарем Белёвского уездного комитета РКП(б). С декабря 1920 г. инструктор-организатор орготдела Тульского губкома РКП(б). С февраля 1921 г. в Тульском губкоме РКСМ заведующий политико-просветительным отделом, с октября 1921 г. заведующий орготделом — заместитель секретаря губкома РКСМ. С января 1922 г. ответственный секретарь Тульского губкома РКСМ. С июля 1922 г. в распоряжении ЦК РКСМ. С августа 1922 г. заведующий агитационно-пропагандистским отделом Тульского губкома РКП(б). С октября 1922 г. заведующий агитационно-пропагандистским отделом — заместитель секретаря Чулковского райкома РКП(б) г. Тулы. С сентября 1924 г. секретарь Чулковского райкома РКП(б) г. Тулы. С февраля 1926 г. заведующий орготделом — заместитель секретаря Тульского губкома ВКП(б). С мая 1929 г. инструктор учетно-распределительного отдела Тульского губкома ВКП(б).
С июня 1929 г. ответственный инструктор — заместитель заведующего оргинструкторским отделом оргбюро ЦК ВКП(б) по Московской области, Московского обкома ВКП(б).
С октября 1929 г. в ЦК КП(б) Узбекистана (г. Самарканд) заместитель заведующего организационно-распределительным отделом, с января 1930 г. заведующий организационно-распределительным отделом, с апреля 1930 г. заведующий оргинструкторским отделом — член бюро и член секретариата ЦК КП(б) Узбекистана.
В апреле 1931 — марте 1933 гг. студент Историко-партийного института красной профессуры (г. Москва); отозван ЦК ВКП(б) со II курса на партийную работу.
С марта 1933 г. первый секретарь Нижне-Тагильского райкома ВКП(б) — горкома ВКП(б) Свердловской области. 
26 января—10 февраля 1934 года делегат XVII съезда ВКП(б) с решающим голосом от Свердловской парторганизации.
С апреля 1935 г. первый секретарь Свердловского горкома ВКП(б). В январе—мае 1937 г. второй секретарь Свердловского горкома ВКП(б).
Арестован 19 мая 1937 г. УНКВД по Свердловской области. Осужден 31 июля 1937 г. Военной коллегией Верховного суда СССР (г. Свердловск) по ст. ст. 58-7, 58-8 и 58-11 УК РСФСР. Признан виновным в том, что «с 1933 года являлся активным участником антисоветской террористической организации правых на Урале. По своей практической антисоветской работе был организационно связан с руководителем этой организации Кабаковым. Работая в должности секретаря Свердловского городского комитета ВКП(б) он в своей деятельности проводил подрывную вредительскую политику, направленную на развал народного хозяйства гор. Свердловска, умышленно создавал условия для вызова массового возмущения рабочих, колхозников и трудящихся вообще политикой партии и Правительства и активно вел организационную работу, направленную на свержение руководства ЦК ВКП(б) и Советского Правительства». Приговорен к высшей мере наказания. Расстрелян 31 июля 1937 г. в г. Свердловске. Предположительным местом захоронения является 12 км Московского тракта (Свердловская область).
Определением Военной коллегии Верховного суда СССР от 22 сентября 1956 г. приговор отменен «по вновь открывшимся обстоятельствам» и дело прекращено за отсутствием состава преступления.
Член компартии в январе 1920 — мае 1937 гг. (кандидат с ноября 1919 г.). Постановлением бюро Свердловского обкома ВКП(б) от 20 мая 1937 г. исключен из членов ВКП(б) «за участие в контрреволюционных организациях».

## Участие в работе республиканских органов власти
Член ЦК КП(б) Узбекистана в 1930—1931 гг.
Член ЦИК Узбекской ССР в 1929—1934 гг.

## Участие в работе центральных органов власти
Делегат XVII съезда ВКП(б).

## Электронные информационные ресурсы
- Биография М. В. Кузнецова в Свободной энциклопедии Урала
- Список градоначальников Екатеринбурга Список градоначальников Екатеринбурга